# Sân bay Porto Santo
Sân bay Porto Santo (tiếng Bồ Đào Nha: Aeroporto do Porto Santo) (IATA: PXO, ICAO: LPPS) là một sân bay nằm cách Vila Baleira 1 km, trên đảo Porto Santo, Madeira. Sân bay này có một đường băng dài 3006 m bề mặt bê tông.

## Các hãng hàng không và các tuyến điểm
- SATA Air Açores (Funchal)
- TAP Portugal (Lisbon, Porto)
- XL Airways (London-Gatwick)